# Таймассор
Таймассор (каз. Таймассор) — озеро в Жамбылском районе Северо-Казахстанской области Казахстана. Находится в 7 км к югу от села Май-Балык. В 10 км к северо-востоку от села Украинское.
По данным топографической съёмки 1940-х годов, площадь поверхности озера составляет 4,19 км². Наибольшая длина озера — 3,6 км, наибольшая ширина — 1,5 км. Длина береговой линии составляет 10,1 км, развитие береговой линии — 1,38. Озеро расположено на высоте 149,4 м над уровнем моря.